# Janghang-eup
Janghang-eup (koreanska: 장항읍) är en köping i kommunen Seocheon-gun i provinsen Södra Chungcheong i Sydkorea, 160 km söder om huvudstaden Seoul.
Den ligger på norra sidan av floden Geumgang strax innan dess utlopp i Gula havet. På södra sidan ligger staden Gunsan.